# Dr.コトー診療所
『Dr.コトー診療所』（ドクターコトーしんりょうじょ）は、山田貴敏による日本の漫画作品。

## 概要

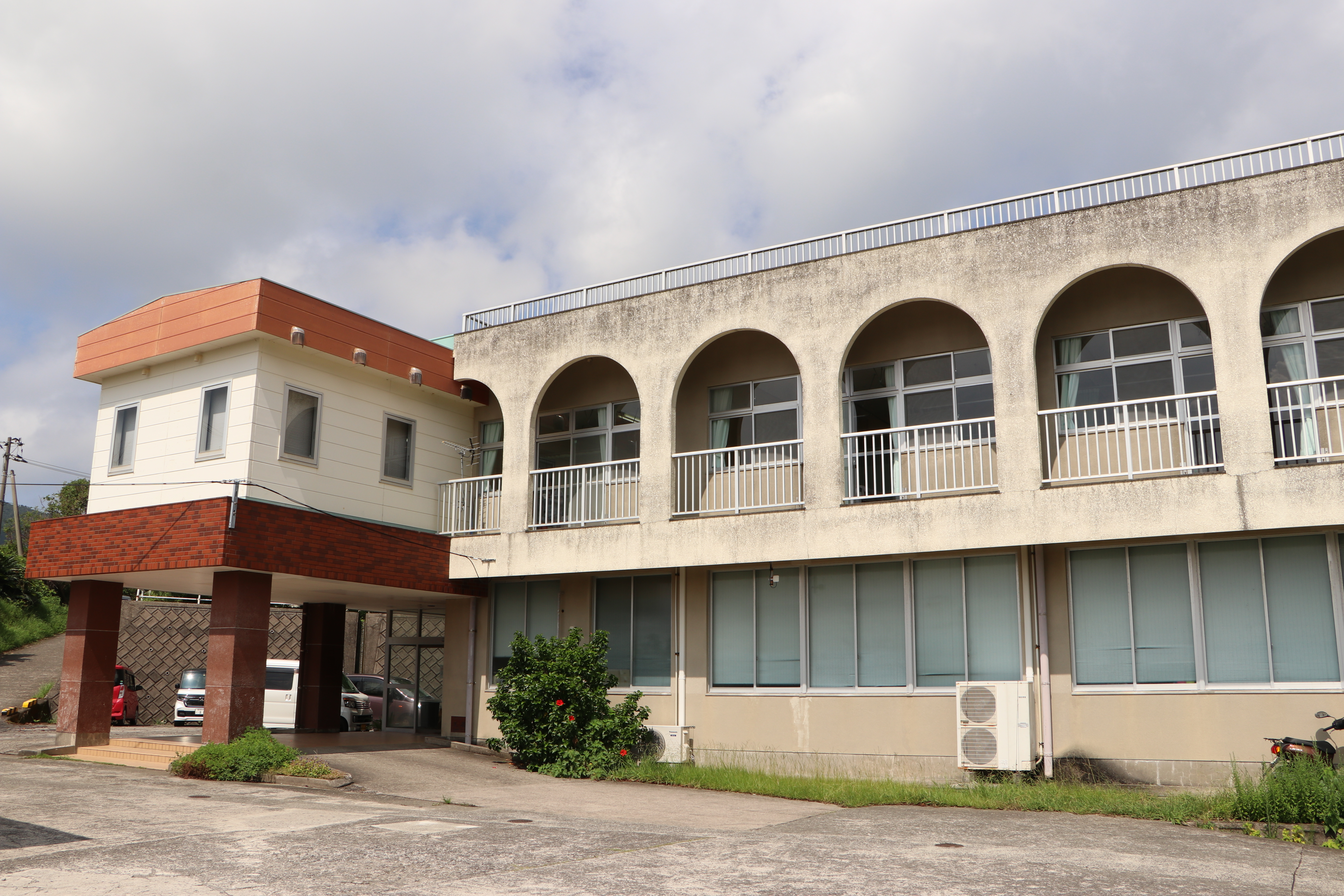
主人公のモデルとなった瀬戸上健二郎が勤務していた下甑手打診療所

2000年から『週刊ヤングサンデー』（小学館）で連載を開始、2008年に同誌が休刊した後は『ビッグコミックオリジナル』（同）へ移籍し、2008年12月5日号から話数をリセットして連載を再開した。2022年6月時点で単行本の累計発行部数は1200万部を超えている。2004年、第49回小学館漫画賞一般向け部門を受賞している。
『ヤングサンデー』での連載は、2002年頃から徐々に掲載ペースが下がり、2007年には作者の目の病気を理由に長期休載した時期もあった。『ビッグコミックオリジナル』は月2回刊であるが、ここでも徐々に掲載ペースが下がり、2010年10月20日号を最後に掲載が途絶えている。本人のブログによると病気療養のため ということであり、2011年12月28日付で「快方に向かっているので再開できそうです。読者には迷惑かけた。」とコメント、また6年後の2017年10月1日付の本人Facebook上で近いうちの再開をコメントしている。
2005年に、小学館の学年誌『小学五年生』で派生作品「Dr.コトー診療所 島の子供達」を隔月で連載した。同作は2010年にも『GAKUMANplus』で連載され、2011年に単行本化された。
2003年には、フジテレビ系列でドラマ化された。そして2004年にスペシャル版、2006年には新シリーズが放送された。長いブランクを経て、2022年には完結編として映画が公開された。
主人公のモデルは鹿児島県の下甑島にある「下甑手打診療所」（薩摩川内市下甑町手打（旧薩摩郡下甑村））にて、30年間離島医療に携わってきた医師・瀬戸上健二郎である。瀬戸上は、僻地医療への貢献により2000年に藍綬褒章を受けている。医療監修は茨木保。

## あらすじ
五島健助は優秀な医師で、東京の大学附属病院に勤めていたが、とある理由から離島の古志木島の診療所に赴任する。島は3ヶ月の間無医村状態で、過去に良い医師が来たことがなかったからか、あまり歓迎されなかった。また、4か月前から来ていた看護師の星野彩佳から、診療所に来る患者は少なく、来ても応急処置だけを受けた後、船で6時間かけて本土の病院へ行くことを聞かされる。
実際になかなか患者が来ない中、島に来るときに運んでもらった漁師・原剛利の息子が最初の患者となり、これを見事な手術で助ける。原は、お礼として診療所に看板を贈るが、名前を間違えられていて、看板は「Dr.コトー診療所」となっていた。
それ以後、五島は多くの患者の治療とその人柄により、島民の信頼を得ていくことになる。

## 主な登場人物

### 古志木島
五島健助（ごとう けんすけ）
主人公。医師。天津堂大学医学部医学科卒業（一説によると2浪）。
専門は外科。東京の天津堂大学附属病院に勤めていたが、医療ミスの責任をとって古志木島にやって来る（ミスで病院を追われてから島に来るまで3年間の空白期間がある。過去にアメリカに滞在していたかのような台詞があったが、空白期間に渡米していたかどうかは不明である）。
性格は柔和で真面目だが、自分の身の回りのことには無頓着。あてがわれた住まいには帰らず（赴任期間中ずっと放置した結果廃屋となった）診療所でもっぱら寝起きしている。陸海空の全ての乗り物に弱く、すぐに乗り物酔いして嘔吐する。また、暑がり・寒がりであるがクーラーは苦手、カナヅチでもある。また、大の運動嫌いで歩くことさえ嫌がる。さらにはカップ麺好きが祟って隠れ肥満と、まさに「医者の不養生」というに相応しい人物である。原には「あれで腕が悪かったら、最高に情けねえ人間だな」とまで言われた。テレビも見ないせいで芸能人にも疎い。ただ野球観戦が趣味なようで好きな選手は福岡ダイエーホークス（現：福岡ソフトバンクホークス）の秋山幸二選手である。
しかし、医師としては天才的な腕を持ち、手術道具や設備も不十分だった古志木島診療所で、数々の難手術をこなす。島民からは「コトー先生」と呼ばれ、親しまれている。特に患者を気遣って治療方針を決めるため、口の悪い安藤重男も「すごい（立派な医師である）ヤブ」と照れ隠しながらも賞賛している。
赴任当初は頼りなさげな風貌やとぼけた言動もあり、また、かつて島にいた医者が揃いも揃って「僻地に飛ばされてくるようなロクでも無い医者」であったことから島民らの医者不信が根強く、周囲との関係もギクシャクしていた。しかし、徐々にその人となりに触れられ、信頼・理解を深めて行くことで絶大な信頼を受けるようになる。怪我や病気を治すだけでは無く、精神的なケアも同時に行う為、星野等には「癒師」とも言われており、本人もそれを目指している。
しかし、そんな五島も島民の信頼を失いかけたことが2度ある。1度目は本土から来た巽が五島の過去を暴露したこと、2度目は内(うち)の手術を差し置いて江葉都の招きに応じて島外へ手術に行った際のこと。このため島民との信頼関係については常に気にかけている（ただし、マスコミに関してはまったく気にしていない）。
祖父の良庵も医師で、ハワイ在住。祖父は五島にとって目標とする存在の一人である。父親も医療に関連する仕事をしていると思われるが、折り合いは悪いらしい。また、妹を拡張型心筋症で亡くした過去があり、移植された妹の腎臓を巡って江葉都に騙された事もあった。この時点で現在の年齢が30歳と判明する。
当初は星野彩佳に対しては信頼・尊敬するナースという意識しかなかったようだが、いつの頃からか大切な存在になっていた。星野が乳癌であることが分かった後、それがはっきりするようになる。手術後、星野にプロポーズするが、承諾の返事を貰えぬまま、翌日島を出て行く星野を黙って送り出すことになる。

星野彩佳（ほしの あやか）
五島と同じ古志木島の診療所に勤務する看護師。古志木島の出身で、五島よりも4ヶ月早く赴任した。初登場時点で看護師歴3年の22歳。
非常に気が強く誰にでも思ったことをズケズケ言う性格。かわいい顔に似合わず怒りっぽく、しげとよくケンカする。普段グータラな五島の尻を叩くことが多い。反面、家庭的で炊事・洗濯・掃除と家事においても五島を支えているが、わざわざ作った弁当を腐らせられるなど、報われないことが多い。
五島に好意を持つようになるが、第1部ではいずれ本土に帰ってしまうだろうと考えており、恋愛対象としては意識すまいと決め込んでいた。村長らは五島に島で医師を続けてもらうため2人の結婚を望んでおり、夜に自宅に押しかけて頼み込まれたことがある。島民の希望も同じで、よく2人の仲を冷やかされている。
将来は看護以上の仕事をしたいため、医師免許をとろうと考えていた。中日ドラゴンズのファン（作者の山田貴敏も大のドラゴンズファンである）。何度か乗物酔いした五島に、頭からあらぬものを浴びせられるという不幸に見舞われている。
五島の治療の仕方に最初は戸惑いながらも次第に優秀さを発揮し、時には無茶な手術をする五島を見事にサポートしていく。
第2部では乳癌であることが発覚。手術は成功し、現在療養中だが、今後5年間での生存率は50～70%。五島から婚約指輪を受け取るも返上し、医師になるために島を出て行った。しかし、学業が思うように伸びず、また病後の後遺症により生命に不安を感じるようになり、あの出来事をきっかけとして、医大進学を断念して島に戻る。
亡き母親も看護師だった。父親の正一は星野と母をおいて別の女性と島を出て行ってしまったが、後に大病を患って戻ってくる。
古志木島診療所復帰後は、二人を結婚を応援するミナの期待を裏切るかのように、第1部のような雰囲気に戻った。
仲依ミナ（なかい みな）
星野の病気療養中に、診療所に赴任した准看護師。愛称は自称「ミナチン」でお転婆系だが、アイドルタレントの愛称を意識した当人のイメージとは別に、素朴で流行とは無縁な島民からは苦笑いや赤面を向けられている。本人は意に介さず、アイドルさながらに振舞っている。20歳を過ぎているものの、童顔で女子高生くらいにしか見えない。
ただ准看護師としては、手術中の血を見て倒れたり、注射が下手だったりと、精神的にも技術的にもまだ未熟である。星野を立派な先輩とみなしており、彼女のように五島のサポートをできるようになるのが目下の目標で、「出来ることからコツコツと」という信条も発揮している。常に患者目線で考え、その姿勢は五島でさえ見習うほどである。
五島が星野に贈る筈だった指輪に何度も指を通しているらしい。星野に対していつもしつこく五島との仲を訊いてくるので、星野にとっては芦田ゆきと違った点で悩みの種である。
実は既婚者で、夫・柚原のDVに悩まされていた。本名は柚原ミナだが、就職に際しては旧姓で通した。血液型はAB型のRh-と極めて珍しく、柚原とは血液型が同じということから親しくなった。柚原の詐欺行為に荷担させられていたことを悔い、夫から逃れてやり直すために島に来た。夫は逮捕の間際に自分の欄にだけサインした離婚届を残していくが、ミナが離婚に応じたかどうかは不明。また、小学生の時に自動車事故で両親が他界している。
星野が島に戻ってからはいきなり格の違いを見せつけられ、自信を失いかけていたが、石川が去った後の北志木島の看護婦となることを決意し赴任する。
原健裕（はら たけひろ）
五島に憧れる少年。
小学生の時、急性虫垂炎で死にかかったところを五島が船上で手術して一命を取りとめる（五島の島民手術第1号）。中学生になってから心臓病の持病があることが判明したが、五島の手術（ロス手術）により回復。
五島に憧れており、将来の夢は医師。当初の学業成績は良くなかったが、医師を志すことにより、現在は全国模試で18位をとるなど成績優秀。その甲斐あって、九州の難関校である私立皆洋高校に合格した。

宮澤邦夫（みやざわ くにお）
健裕の同級生で親友。通称「クニちゃん」。
快活な島の少年で五島とは早くから打ち解ける。学業はダメだがスポーツ万能。
性格容姿共に良いためか女子にモテる。奥田悠子に好意を持っていたが「悠子のこと好きだけど、お前（健裕）ほどじゃない」と言って健裕の恋を応援していた。中学の頃は北志木島の和泉亜耶と仲良くなり、その後は付き合っていたがお互いの進路が異なるため別れた。更には年上の仲依ミナと仲良くなり、仕事や夫の事で悩む彼女の支えとなる。
中学卒業後は進学せず、漁師となるため剛利に弟子入りする。その後、剛利が島を去ることになり、北志木島の漁師に預けられる。
健裕と同様にドラマ版では名前が異なる。
原剛利（はら たけとし）
漁師。健裕の父親。
朴訥で融通も利かず、漁業組合でも浮いてしまいがちな性格だが、漁師としての腕は良く、また性格も一本筋が通っているため、事ある事に対立している漁労長からも一目置かれている。不器用ながらも亡き妻と健裕に対する愛情も深い。
妻を島の前の医師の診察ミスで亡くしており、医師に不信感を持っていたが、無茶な方法ながら息子を救われてからは島に来る医者を快く思わない島民の中では最初に五島を信頼するようになる。五島の名字を「コトー」と勘違いして診療所に「Dr.コトー診療所」の看板と大漁旗を寄贈した。船の名前は「はらたけ丸」(テレビドラマでは剛宝丸)。
健裕の進路を巡り、再三船を処分しようかと悩んでいたが、私立で学費の高い皆洋高校に進学したことで、遂に島を出てマグロ漁船に乗る。
内つる子（うち つるこ）
通称「内さん」。産婆歴50年のベテラン。とても元気なお婆さん。
伝統的な煎じ薬を作っていて、五島以前の医者がいいかげんであったことから、診療所に来る医者などロクな者ではないと見限っていた。夫は既に他界。本土に一人息子がいる。
腹部大動脈瘤・狭心症を患ったが、五島に命を救われたことから信頼するようになり、原とともに五島や星野を精神的に支えている。時々は診療所を手伝っているが、同時に診療所の医者に懐疑的な島民との間のクッション役にもなった。重とは喧嘩友達。
彼女の作る煎じ薬は島民に信頼されており、大病を患った際には島民大勢が駆け付けている。
息子を助けるために島を出て、息子夫婦や孫たちと同居生活を始めるが、嫁と折り合いが悪く、新しい生活に馴染めず、徘徊などの症状が出てしまう。島に戻ってからは健康を取り戻した。
第3巻の時点から、五島と星野の仲を見抜いていた。また、かつて診療所の医師だった古川とは恋愛関係にあったとかなかったとか。
安藤重男（あんどう しげお）
漁労長。通称「しげさん」。
お調子者で口が悪く、変なところで頑固な老人。目先の小さな儲け話に安易に乗る、騙されて損することが多い。五島のことは「ヤブ」と呼んでいる。最初のうちは島に来る医者に懐疑的で、本気で「ヤブ」と呼んでいた。後に立派な医師であることを度々目の当たりにしても、相変わらず「ヤブ」呼ばわりするのは、腕が悪いという意味ではなく、ある種の親しみを込めたニックネームのようなものと思われる。
妻は既に他界。息子と娘がいる。息子の伸幸はカメラマンで、父の船に同乗している最中の爆発事故により、腕が吹き飛ぶ重傷を負ったが、五島による腕の接合手術を受け、一命をとりとめ、後に報道写真の第一人者と呼ばれるにまでなった。
敵対する相手には地位を利用して村八分まで画策することもある。しかし、漁をめぐり反りが合わなかった原に対して、健裕が本土で大動脈弁狭窄症手術をした際には、村祭りを中止してその費用を手術代にすることを提案したり、健裕の皆洋高校入学費用で悩んでいた際には、医者になったら島に赴任することを条件に、漁協への補助金を使うよう勧めたりと、懐の広さを見せた。
「青年」団の顧問でもあるが、もう高齢なので、しょっちゅうからかわれている。船の名前は「第一しげ丸」。
モデルは古志木島のモデルとなった島の漁師。
和田一範（わだ かずのり）
小学校の校務員。
普段はボーっとしており、ぼさぼさパーマにたらこ唇のやや冴えない風貌をしているが、やるべき時が来れば毅然とする中年男性。無類の猫好きで、自宅にはものすごい数の猫を増えるに任せて飼っており、名前をつけるのに苦労している。スズメバチの巣の駆除を役場から請け負っているが、これは仕事というより趣味の範疇で、中身を抜いたスズメバチの巣をコレクションしている。
島固有の微生物が縁で、海洋生物学者で微生物を研究している二回りも年下の西尾環と結婚。息子の不二彦も生まれる。環がアメリカの大学に特別研究員として招かれたため、息子ともども1年間渡米。西尾環の父親も大学教授だった。
現地でアメリカナイズされ、インテリとなって日本に帰国。島に着いた後、島の福祉施設の所長に就任。
和田環（わだ たまき）
和田の妻で、旧姓は西尾。
お見合いツアーで古志木島を訪れる。大学院で微生物を研究しており、同じ趣味を持つ和田と親しくなる。他では生息しない珍しい微生物がいることから島に残ることを希望する。年齢差が大きいことで父親に反対されながら和田と結婚し、不二彦を出産。その後、島で研究を続けていたが実績が認められ、和田と共にアメリカに留学する。和田と共に一時帰国するが、研究のためアメリカに留まる予定。
西尾
環の父親で大学教授。環と和田との結婚を認めず島に乗り込んで来るが、肺炎を押して環を守ろうとした和田に折れて、結婚を許す。
和田夫婦がアメリカ留学することになり、妻の強い希望で和田の自宅（猫屋敷）で生活を始め、島の一員となる。始めは嫌がっていたが、そのうち猫たちの名前をすべて覚えて芸を仕込むなど、すっかり生活を楽しむようになる。2年ぶりに帰国した和田や孫の不二彦と同居することになる。
小沢（おざわ）
古志木島の小学校の教師。健裕と同い年の息子・マサトがいる。
ホームシックで本土に戻りたがっていたが、家族と共に島の生活に慣れたため、現在までそのまま赴任を続けている。
下山恵美（しもやま えみ）
看護師。古志木島村長の姪。
勤めていた病院で医療ミスの責任を押しつけられ、追い出されて古志木島に来る。
登場当初は自己憐憫と敵愾心に凝り固まっていて、他人を見下すような行動が目立ったが、後に人のためになりたいという初心を取り戻して、介護士の免許を取るため島を出て行く。
新EPにて再登場予定。
星野正一（ほしの しょういち）
彩佳の父。剛利とは幼馴染み。島で生きることの閉塞感から妻子を残して女性と駆け落ちし、その後は音信不通となっていた。末期ガンとなるが、延命の為の手術すら受けられなかったところを彩佳に助けられる。治療のために故郷である古志木島に戻り、五島の治療を受けて奇跡的にガンを克服し、五島を驚かせた。
その後は膠原病を患う長年連れ添った内縁の妻、典子の闘病生活を支えていたが、危篤となった典子の延命治療を拒否する。
典子の遺骸を抱えて投身自殺を図ろうとしたが、島の人々に助けられる。内の計らいで生前遂に着せることの出来なかった花嫁衣装を着せて典子を見送った。
古川公平（ふるかわ こうへい）
医師。元古志木島勤務医。
大病院の院長の身分を隠して五島の診察を受ける。「私はこの島に死にに来た」と言い切る。末期ガンで余命幾ばくもなく、五島は手術に踏み切るが、転移が進んでおり手の施しようがなかった。死を間際にして、若い頃に医師の原点となった古志木島で余生を送ろうとしていたが、医師として出産に立ち会い、その際に五島の姿勢に感銘を受けて、残りの人生を「生きる」ことを選択し、訪ねてきた息子と共に家族の元へ戻る。
「病気を見ずに病人を見ろ」「人が人を治すんだ」といった言葉を残し、五島の心の支えとなる「しんきろうの石碑」の存在を教えた。
奥田悠子（おくだ ゆうこ）
工事の現場監督を務める父親と共に、古志木島にやってきた少女。飼い犬のゴローが感染していたエキノコックスにより、父親が発病してしまったが、五島の手術で九死に一生を得る。崖から転落した悠子の窮地を知らせるために、ゴローは命懸けで助けを呼びに走った。
健裕にとっては初恋の少女だが、悠子は邦夫に思いを寄せていた。修学旅行目前の小学5年生時、父の仕事の都合で島を離れる。邦夫に会うために密かに島にやってきたこともあったが、和泉亜耶と親しげにしている邦夫を見てショックを受ける。
しかし島を離れてから間もなく父が他界。母と二人きりの生活で行動が荒んでいき、学校では周りに馴染めずに登校拒否に近い状態だった。健裕と再会した際には酷い仕打ちをしたが、健裕の献身的な支えにより立ち直る。

### 北志木島
和泉国夫（いずみ くにお）
北志木島の漁労長。
古志木島に比べ漁場が良いため、羽振りが良い。漁師の引き抜きを巡って、重とは対立しており犬猿の仲。合併問題と石川の引退を巡って関係は更にこじれるが、五島と石川による娘の手術をきっかけに五島や古志木漁協と和解する。
和泉亜耶（いずみ あや）
国夫の孫娘。25巻時点で父親は直接には描かれていないが、宮澤邦夫が彼の漁船に乗せてもらっているとの記述がある。
母親の診察のために古志木島を訪れる。五島と共に北志木島を訪れていた宮澤邦夫と良い関係になる。
その後、邦夫と交際していたが、中学卒業後漁師になる邦夫に対して、亜耶は本土の女子校に入り、卒業後はデザイナーになるという夢を抱いており、進路の違いから別れた。
石川
北志木島で35年間勤務医を続けたベテラン医師。70を過ぎ、高齢による腕の衰えを理由に引退しようとする。人格者で島民からは五右衛門先生と慕われており、絶大な信頼を寄せられている。後任が決まるまで五島が北志木島の診療も行うことに決まるが、国夫をはじめ島民から強い反発を受ける。国夫の娘、実代の胆管炎の手術を通して国夫の誤解を解いた。
両親の反対を押し切り、信念を貫くために離島医療に生涯を捧げてきたが、当の自分がなんの親孝行もしていないことに気づき、母親の介護を行うために島を離れる決意をしたというのが真相だった。石川の言葉は同じ境涯の五島に影響を与え、五島が音信不通だった母親に連絡するきっかけとなった。

### その他
巽謙司（たつみ けんじ）
「週刊トポス」の記者。
交通事故で妹の久美子を亡くし、その責任が五島にあると考え、五島の医師生命を断とうと島内部にかつての醜聞を広めた。しかし、土砂崩れに巻きこまれて大怪我（硬膜外血腫）をした際、五島が語らなかった真相を打ち明けられると共に、患者に真摯に接する五島の誠実さに気づき和解し、以後は暑中見舞いを送るなどして連絡を取っている。
三上（鳴海）新一（みかみ しんいち）
医師。天津堂大学付属病院に勤務中は五島の後輩だった。
技術的には優れているが、精神面に弱さがある。まだ研修医だったある日、五島とともに当直医をしていた三上は夜間救急の現場でミスを犯してしまい、治療を放棄して逃げ出した。その結果、巽の妹である久美子が亡くなり、責任をとった五島が天津堂大学付属病院を追われることになる。その後、「五島が金を受け取って別の患者を治療していて久美子を見殺しにした」と巽に嘘をつく。
その後はコンプレックスを払拭するために腕を磨き、外科部長の奥村浩生の太鼓持ちとして振舞っていた。熊谷幹事長の手術においては、自分を差し置いて招かれた五島に反感を露わにし、検査結果を隠匿するなど妨害する。しかし、全く動ずることなく手術を成功させた五島に感銘を受け、記者会見場で真実を暴露する。
その後、増生島での離島勤務となったものの、最初の頃は五島同様に島民の不信感からなかなか打ち解けられなかった。苦悩しながらも五島の助言を受け、精一杯努力する姿勢が認められて、次第に島の人たちに受け入れられていった。島の林業家の娘である藤原恵と結婚し、子供をもうけるも、新婚旅行先の古志木島でデング熱に罹患し、五島を助けて患者を救おうと必死で働き、遂には吐血して倒れる。五島の治療の甲斐もなく、妻とまだ見ぬ子を残したまま息を引き取る。
そのあまりに早すぎる死は、五島の心に暗い陰を落とすことになる。
なお、妻の恵はその後に男児を出産し、健一と名付けた。増生島の人々は彼を忘れず、診療所には今も遺影が掲げられている。また生前に養子に出されていたことと、双子の兄弟である鳴海のことを、既に妻の恵に打ち明けていた。そのため、三上新一は養子縁組後の名であり、元の名は鳴海新一である。
芦田ゆき（あしだ ゆき）
医師。
離島医療に尽力する五島を尊敬するが、異性としても好意を抱いている。父の雄一郎は代議士で、診療所にESWLを送った。アメリカ留学帰りの新米ながら優秀な医師で、デング熱が島を襲った際には助っ人に駆け付け、病原の特定に一役買った。美人で性格もいいが、星野のことは五島を巡った恋愛のライバルとして軽く挑発しており、キャリアで彼女に劣る星野にとっては鼻持ちならない存在である。
奥村浩生（おくむら ひろお）
医師。天津堂大学付属病院の第一外科部長で、五島のかつての上司。
次期院長の座を狙う出世欲の塊で、そのためには手段を選ばない。利害で操れない五島を嫌っているが、その腕前は高く評価している。自明党の熊谷幹事長のスキルス胃癌の難手術を五島に行わせ、その手柄を横取りしようとしたが、記者会見での三上の造反により失敗。その後、原健裕の心臓病の手術のため五島にスタッフと機器を提供する。
元より五島の天才的な腕を買っていたが、僻地である古志木島に行ってからも、その腕が衰えるどころか医師として一回りも二回りも成長していることに驚嘆を隠せない。
音田
医師。奥村の部下。
三上と同様、プレッシャーに弱い。奥村の指示により、出張手術で不在だった五島の代わりに派遣される。五島の指導の下で内の心臓手術を行うはずが、五島が不在と知って逃げようとしたが、原に連れ戻される。通信機器を使った五島の指導による心臓手術を成功させ、その後は自信を深めて飛躍的に成長を遂げる。五島が天津堂大学付属病院でロス手術を行った際には助手を務めた。
江葉都怜（えばと れい）
医師。元西京大学医学部教授。
臓器移植の世界的な権威。飛行機や船で乗り合わせた急患にも迅速・適切な処置を施せるほどの、五島にも匹敵する腕を持つ。
しかし、性格は冷徹かつ傲慢なところがあり、人付き合いも悪かった。五島の人のよさにつけ込んで望まぬ手術を仕向けることもあり、五島は彼の医師としての腕には敬意を表しつつも、人間としては反感を抱いていた。
幼い頃に母親から虐待を受けており、全身に虐待の生々しい傷跡を持つ。植物状態となっていた母親の手術を行わせるために五島に目をつける。手術自体は成功し、一時的に意識を取り戻すが程なく亡くなる。
その後、虐待を受けた少年の手術に際してPTSDを発症し、手術が出来なくなる。病院を追われ、アルコール依存症となっていたところを温泉旅行中の原に発見され、古志木島に連れて行かれる。五島は変わり果てた江葉都にショックを受けるが、献身的に依存症治療を行う。依存症が抜けてからも無気力な状態が続いた江葉都だったが、負傷した五島の手術でPTSDを克服。その後、三上のいた増生島へ赴任する。無愛想な性格は相変わらずだが、元から持ち合わせていた鋭い観察眼を人間関係に生かし、また生真面目な性格もあって、陰ながら周囲には立派な人格者だと好感を持たれていた。
後に、かつての教え子でもあった鳴海の幻肢痛の克服を手助け、医者としての信念を取り戻した鳴海に後を託し、増生島を去った。
鳴海慧（なるみ けい）
医師。聖ミハイロ病院勤務。
三上と瓜二つの風貌・外見を持つが、性格は正反対で、無闇に膨れ上がった自尊心の持ち主。
研修医時代の事故により、右足の膝から下は義足となっている。また、そのときから幻肢痛に悩まされている。かつて江葉都の教え子だったが、彼の執刀による負傷した足の復元手術と、後の壊死による切断によって幻肢痛になったと思い込んでおり、また江葉都が鳴海の傲慢な性格を見抜き批判して病院を追われたと恨んでいる。
江葉都や五島のような天才肌の医者を嫌っている。その思いから、2人が星野の手術を行うのを邪魔するが、失敗に終わる。江葉都から、幻肢痛を治療してやると言われ、共に亡き三上のいた増生島に行く。そこで、三上の忘れ形見である健一の手術の後、三上と一卵性双生児の双子であったことを自ら明かし、さらに島民の救助などを経て、幻肢痛を克服した。三上に対して抱いていた誤解を解かれた後、単なる優劣を競うための技量ではなく、患者を救う医者としての信念を取り戻す。
福井雅一（ふくい まさかず）
古志木島と北志木島の漁協が対立する中、古志木漁協に現れ漁師となった男3人の1人。48歳。
大阪で板金工をしていたものの工場がつぶれて、漁師となってどん底の古志木漁協と共にはい上がり出直すために島に来たという。
合併の噂を聞いたと島中に広めるが、噂話の発信源で正体はヤクザ。来島の目的は合併話に反対派の重を金で釣って手懐け、北志木島村長から多額の手間賃を得る事だった。
島の状況を元に重の信頼を得るが、重や北志木島村長の人格を理解しておらず作戦は失敗。古志木北志木の両漁協に追い詰められ、島を去った。
金子俊之（かねこ としゆき）
福井らと共に古志木島に来島した1人。38歳。
大阪で板金工をしていたというが、正体はヤクザ。福井らと共に合併話を広めるが、共に追い詰められて島を去る。
澤村（さわむら）
福井らと共に古志木島に来島した1人。29歳。
大阪で旋盤工をしていたというが、正体はヤクザ。福井らと共に合併話を広めるが、共に追い詰められて島を去る。

## 単行本
小学館ヤングサンデーコミックス
『週刊ヤングサンデー』休刊と『ビッグコミックオリジナル』への移籍連載後もレーベルに変更はない。
- 第1巻　Dr.コトー、島に着く。ISBN 4-09-152501-6
- 第2巻　Dr.コトー、狙われる。ISBN 4-09-152502-4
- 第3巻　Dr.コトー、殴られる。ISBN 4-09-152503-2
- 第4巻　Dr.コトー、上京する。ISBN 4-09-152504-0
- 第5巻　Dr.コトー、苦悩する。ISBN 4-09-152505-9
- 第6巻　Dr.コトー、遭難する。ISBN 4-09-152506-7
- 第7巻　Dr.コトー、誓う。ISBN 4-09-152507-5
- 第8巻　Dr.コトー、帰島する。ISBN 4-09-152508-3
- 第9巻　Dr.コトー、訣別する。ISBN 4-09-152509-1
- 第10巻　Dr.コトー、導く。ISBN 4-09-152510-5
- 第11巻　Dr.コトー、受けいれる。ISBN 4-09-153121-0
- 第12巻　Dr.コトー、笑う。ISBN 4-09-153122-9
- 第13巻　Dr.コトー、動揺する。ISBN 4-09-153123-7
- 第14巻　Dr.コトー、絶望する。ISBN 4-09-153124-5
- 第15巻　Dr.コトー、宣言する。ISBN 4-09-153125-3
- 第16巻　Dr.コトー、悩む。ISBN 4-09-153126-1
- 第17巻　Dr.コトー、吐露する。ISBN 4-09-153127-X
- 第18巻　Dr.コトー、感動する。ISBN 4-09-153128-8
- 第19巻　Dr.コトー、思いを告げる。ISBN 4-09-151078-7
- 第20巻　Dr.コトー、ずっこける。ISBN 4-09-151123-6
- 第21巻　Dr.コトー、信じる。ISBN 4-09-151159-7
- 第22巻　Dr.コトー、駆ける。ISBN 4-09-151269-0
- 第23巻　Dr.コトー、送り出す。ISBN 978-4-09-151474-5
- 第24巻　Dr.コトー、内さんの願い。ISBN 978-4-09-151475-2
- 第25巻　Dr.コトー、想い悩む。ISBN 978-4-09-151495-0
- 特別編 島の子供達 ISBN 978-4-09-151534-6

## 関連書籍
- 西秀人『先生助けて! Dr.コトーをさがして』 ‐ 実際の離島で医師を招く苦労と、『Dr.コトー診療所』のモデルとなった医師・瀬戸上との出会いを描くノンフィクション。
- 瀬戸上健二郎『Dr.コトーのモデル Dr.瀬戸上の離島診療所日記』 小学館、2006年、ISBN 4-09-387686-X

## 関連番組
- ドキュメンタリー番組『第7回FNSソフト工場・離島医療にかけるDr.コトーたち』（2005年11月30日、フジテレビ系列） ‐ 瀬戸上とそれを支える医療従事者、周辺住民を通して、離島医療の現状を1年に渡って取材[11][12][13]。